# Đường thẳng Euler

Đường thẳng Euler kèm với tâm của đường tròn chín điểm nằm trên
Các trung tuyến đồng quy tại trọng tâm
Các đường cao đồng quy tại trực tâm
Các đường trung trực đồng quy tại tâm đường tròn ngoại tiếp

Trong hình học, đường thẳng Euler (tiếng Anh: Euler line), được đặt tên theo nhà toán học Leonhard Euler là một đường thẳng được xác định từ bất kỳ tam giác nào không đều. Đường thẳng này đi qua các điểm quan trọng trong tam giác như trực tâm, tâm đường tròn ngoại tiếp, trọng tâm, và tâm của đường tròn chín điểm.
Đường thẳng Euler trong tam giác cũng giúp người ta định nghĩa đường thẳng Euler cho các hình khác, ví dụ như tứ giác hay tứ diện.

## Đường thẳng Euler trong tam giác

### Tính thẳng hàng
Năm 1765, Euler đã chứng mình rằng trong tam giác, các điểm như trực tâm, tâm đường tròn ngoại tiếp, trọng tâm, và tâm đường tròn chín điểm cùng nằm trên một đường thẳng. Trong tam giác đều, bốn điểm này trùng nhau, nhưng trong các trường hợp còn lại thì không, và chỉ cần hai điểm trong số bốn điểm có thể xác định được đường thẳng Euler.
Các điểm đặc biệt đáng chú ý khác nằm trên đường thẳng Euler bao gồm điểm de Longchamps, điểm Schiffler, và điểm Exeter. Tuy nhiên tâm đường tròn nội tiếp, bàng tiếp chỉ thuộc đường thẳng Euler trong trường hợp tam giác cân.

### Chứng minh

#### Chứng minh sử dụng vecto
Trong chứng minh này, tam giác ABC được xét tới có tâm đường tròn ngoại tiếp {\displaystyle O}, trọng tâm {\displaystyle G} và trực tâm {\displaystyle H}. Chứng minh này dựa trên tính chất của vecto, khi trước hết điểm {\displaystyle G} thỏa mãn đẳng thức
{\displaystyle {\vec {GA}}+{\vec {GB}}+{\vec {GC}}=0.}
Tiếp đó, dựa theo bài toán tam giác của Sylvester, hai điểm {\displaystyle O} và {\displaystyle H} cùng nhau thỏa mãn đẳng thức
{\displaystyle {\vec {OH}}={\vec {OA}}+{\vec {OB}}+{\vec {OC}}.}
Sử dụng tính chất phép cộng các vecto, ta có
{\displaystyle {\vec {GO}}={\vec {GA}}+{\vec {AO}}\,,\,{\vec {GO}}={\vec {GB}}+{\vec {BO}}\,,\,{\vec {GO}}={\vec {GC}}+{\vec {CO}}\,{}.}
Kết hợp các đẳng thức trên vế theo vế, ta thu được
{\displaystyle 3\cdot {\vec {GO}}=\left(\sum \limits _{\scriptstyle {\rm {cyclic}}}{\vec {GA}}\right)+\left(\sum \limits _{\scriptstyle {\rm {cyclic}}}{\vec {AO}}\right)=0-\left(\sum \limits _{\scriptstyle {\rm {cyclic}}}{\vec {OA}}\right)=-{\vec {OH}}.}
Từ đó, ta suy ra {\displaystyle 3\cdot {\vec {OG}}={\vec {OH}}}, dẫn tới việc ba điểm {\displaystyle O}, {\displaystyle G} và {\displaystyle H} (theo thứ tự trên) thẳng hàng.

#### Chứng minh sử dụng hình học thuần túy

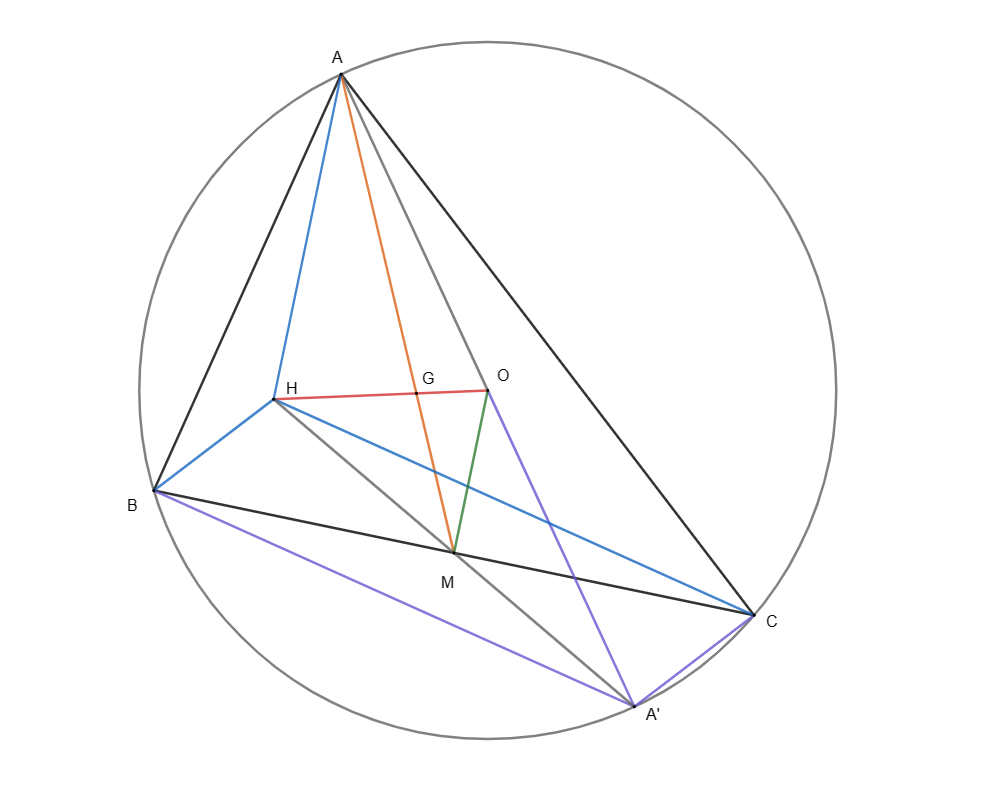
Đường thẳng Euler kèm với tâm của đường tròn chín điểm nằm trên
Các trung tuyến đồng quy tại trọng tâm
Các đường cao đồng quy tại trực tâm
Các đường trung trực đồng quy tại tâm đường tròn ngoại tiếp
Hình bình hành BHCA' được dựng thêm

Tóm tắt đề bài: Cho tam giác ABC nội tiếp đường tròn {\displaystyle (O)} có trực tâm {\displaystyle H} và trọng tâm {\displaystyle G}. Chứng minh {\displaystyle H}, {\displaystyle G}, {\displaystyle O} thẳng hàng và {\displaystyle {\overline {GH}}=-2{\overline {GO}}}
Chứng minh:
- Lấy {\displaystyle M} làm trung điểm {\displaystyle BC}, kẻ đường kính {\displaystyle AA'} của đường tròn {\displaystyle (O)}.
- Do {\displaystyle H} là trực tâm tam giác ABC, ta có {\displaystyle BH} vuông góc với {\displaystyle AC}. Do {\displaystyle AA'} là đường kính của {\displaystyle (O)}, suy ra {\displaystyle A'C} vuông góc với {\displaystyle AC}. Hai đường thẳng {\displaystyle BH} và {\displaystyle A'C} cùng vuông góc với {\displaystyle AC}, từ đó ta thu được {\displaystyle BH\parallel A'C}, kéo theo đó tứ giác {\displaystyle BHCA'} là một hình bình hành.
- Do {\displaystyle M} là trung điểm {\displaystyle BC}, nên theo tính chất của hình bình hành,[b] {\displaystyle M} đồng thời là trung điểm {\displaystyle A'H}. Ta thấy {\displaystyle O} là trung điểm {\displaystyle AA'},[c] {\displaystyle M} là trung điểm {\displaystyle A'H}, từ đó {\displaystyle OM} là đường trung bình của tam giác {\displaystyle AA'H}.
- Xét tứ giác {\displaystyle AHMO}, ta thấy {\displaystyle AH=2MO},[d] {\displaystyle AG=2GM},[e] nên theo định lý Thales, ba điểm {\displaystyle O}, {\displaystyle G}, {\displaystyle H} thẳng hàng và {\displaystyle {\overline {GH}}=-2{\overline {GO}}}.

## Biểu diễn
Cho {\displaystyle A,B,C} là tên của ba đỉnh tam giác bất kỳ, và cho {\displaystyle x:y:z} điểm bất kỳ có tọa độ tam tuyến; hệ thức của đường thẳng Euler là:
{\displaystyle \sin 2A\sin(B-C)x+\sin 2B\sin(C-A)y+\sin 2C\sin(A-B)z=0.\,}
Một cách hữu hiệu khác để biểu diễn cho đường thẳng Euler là dùng tham số {\displaystyle t}. Bắt đầu với tâm đường tròn ngoại tiếp (với tọa độ là {\displaystyle \cos A:\cos B:\cos C}) và trực tâm (với tọa độ là {\displaystyle \sec A:\sec B:\sec C=\cos B\cos C:\cos C\cos A:\cos A\cos B)}, bất cứ điểm này trên đường thẳng Euler có thể được biểu diễn dưới một hệ thức như sau
{\displaystyle \cos A+t\cos B\cos C:\cos B+t\cos C\cos A:\cos C+t\cos A\cos B\,}
úng mới một giá trị t' nhất định.
Ví dụ:
- Trọng tâm = {\displaystyle \cos A+\cos B\cos C:\cos B+\cos C\cos A:\cos C+\cos A\cos B}
- Tâm đường tròn chín điểm = {\displaystyle \cos A+2\cos B\cos C:\cos B+2\cos C\cos A:\cos C+2\cos A\cos B}
- Điểm de Longchamps = {\displaystyle \cos A-\cos B\cos C:\cos B-\cos C\cos A:\cos C-\cos A\cos B}
- Điểm vô cực Euler = {\displaystyle \cos A-2\cos B\cos C:\cos B-2\cos C\cos A:\cos C-2\cos A\cos B}

## Đường thẳng Euler đồng quy
- Tam giác {\displaystyle ABC} với hai điểm Fermat {\displaystyle F_{1}} and {\displaystyle F_{2}}. Khi đó đường thẳng Euler tạo bởi 10 tam giác tạo bởi các đỉnh {\displaystyle A,B,C,F_{1},F_{2}} sẽ đồng quy tại trọng tâm tam giác {\displaystyle ABC}.[6]
- Định lý Thebault IV: Cho tam giác {\displaystyle ABC} với các đường cao {\displaystyle AA',BB',CC'}. Các đường thẳng Euler của các tam giác {\displaystyle AB'C',BC'A',CA'B'} sẽ đồng quy trên đường tròn Euler của tam giác {\displaystyle ABC} tại một điểm {\displaystyle P} thoả mãn moả một trong các khoảng cách {\displaystyle PA',PB',PC'} bằng tổng 2 khoảng cách còn lại. Điểm đồng quy này được biết đến là Tâm Jerabek, ký hiệu {\displaystyle X_{125}}, là tâm của Hyperbol Jerabek.
- Định lý Schiffler: Cho tam giác {\displaystyle ABC} với {\displaystyle I} tâm đường tròn nội tiếp bốn đường thẳng Euler của bốn tam giác {\displaystyle BCI,CAI,ABI} và {\displaystyle ABC} đồng quy. Điểm đồng quy này gọi là điểm Schiffler (ký hiệu {\displaystyle X_{21}}) của tam giác {\displaystyle ABC}.
- Điểm đánh số {\displaystyle X_{4240}} trong bách khoa toàn thư về các tâm của tam giác là điểm đồng quy của 12 đường thẳng Euler, điểm này gọi là điểm Đào 12 đường thẳng Euler đồng quy.[7][8][9]
- Cho tam giác {\displaystyle ABC} không đều. Tập hợp các điểm {\displaystyle P} thỏa mãn đường thẳng Euler các tam giác {\displaystyle PBC,PCA,PAB} đồng quy là đường cong bậc ba Neuberg. Đặc biệt khi tam giác đều, tập hợp các điểm thỏa mãn tính chất này là toàn mặt phẳng.

## Đường thẳng Euler trong đa giác
Trong tứ giác lồi, đường thẳng Euler tồn tại và nối các điểm quasi-trực tâm, trọng tâm, quasi-tâm đường tròn ngoại tiếp và quasi-tâm đường tròn chín điểm.